# Chilodes orphnina
Chilodes orphnina är en fjärilsart som beskrevs av Dyar 1912. Chilodes orphnina ingår i släktet Chilodes och familjen nattflyn. Inga underarter finns listade i Catalogue of Life.